# Julius von Ficker
Johann Kaspar Julius Ficker (Paderborn, 30 aprile 1826 – Innsbruck, 10 luglio 1902) è stato un giurista, storico e diplomatista tedesco.

## Biografia
Studiò storia e legge a Bonn, Münster, e Berlino. Nel 1848-49 visse a Francoforte dove fu discepolo dello storico Johann Friedrich Böhmer. Nel 1852 si trasferì all'Università di Innsbruck come professore di Storia. Tra il 1859 e il 1866 acquistò notorietà in seguito alla polemica con lo storico Heinrich von Sybel relativamente all'importanza della politica austriaca nel Sacro Romano Impero. Nel 1866 fu eletto membro dell'Accademia Austriaca delle Scienze. Nel 1897 divenne socio straniero dell'Accademia Nazionale dei Lincei.

## Opere
- Das deutsche Kaiserreich in seinen universalen und nationalen Beziehungen (1861);
- Deutsches Königtum und Kaisertum (1862);
- Forschungen zur Reichs- und Rechtsgeschichte Italiens (4 voll., 1868-74);
- Beiträge zur Urkundenlehre (2 voll., 1877-78);
- la prosecuzione dei Regesta Imperii di J. F. Böhmer (1879-1901);
- Untersuchungen zur Rechtsgeschichte (5 voll. 1891-1902).